# Grad Ahrensperg
Grad Ahrensperg  je bil  grad pri vasi Bijača v Nadiški dolini v Furlaniji, v severni Italiji.  Imel je pomembno strateško vlogo kontrole in varovanja ceste iz Čedada proti Koroški. Verjetno je nastal na temeljih Langobardskee utrdbe. Bil je v lasti Oglejskih patriarhov, ki so ga v začetku 14. stoletja (1306) večkrat izgubili v bojih z goriškimi grofi, ki so ga nemesto vrnitve porušili leta 1364. Potem ni bil več obnovljen. 

## Zgodovina
Ahrensperg je prvič omenjen leta 1149. Nato je leta 1251 prvič omenjen kot grad, ki je pripadal Oglejskim patriarhom ("... quod castrum Ahrensperg debeat pertineri D. Patriarchae"). Leta 1274 je v dokumentu zabeleženo, da je Ditmar Grifenvelse osvojil grad Landar (Antro) in tudi  "castrum novum apud Ahrensperg". Ta atribut nas pripelje do razmišljanja o obstoju druge fevdalne trdnjave Ahrensperg v kraju Bijača (tretji, če upoštevamo tudi Landar (Antro)), ki so jo iskalci iskali v bližnji okolici, vendar gre preprosto za sklic na široko prestrukturiranje edinega gradu znanega s tem imenom. Leta 1296 se je Camoretto odpovedal svojemu bivališču v gradu v prid patriarha, ki ga je dal v fevd Ulriku (Volrico) di Ermanno. Leta 1306 je utrdbo oblegal grof Henrik III. Goriški. Ta epizoda se ujema s konfliktom med goriškimi grofi in patriarhom Otobonom de Razijem, ki se je začel leta 1305 z vrsto sovražnih dejanj proti slednjemu, ki se je končal s premirjem, podpisanim 27. aprila.
V Vidmu je Morando di Porcia, patriarhov agent, 9. novembra 1326 imenoval Federica Savorgnana in Videmskega notarja Frančeska njegovega prokurista, da gresta do  Henrika, kralja Češke in Poljske, in da zahtevata vrnitev gradu Ahrensperg v Bijačah (Bijača v Podbonesecu (Biacis di Pulfero)) ) in popravilo škode, ki jo je oglejska cerkev utrpela s strani goriške grofije. 20. junija 1327 v Vidmu - patriarh Pagano Della Torre imenuje notarja Odorica iz Vidma, njegovega pooblaščenca in oglejske cerkve, da prosi tožilce Henrika, kralja Češke in Poljske ter varuha goriškega grofa, da spoštujejo dogovorjene sporazume. Prosijo grofico Beatrico Goriško, da vrne grad Ahrensperg 13. novembra v Vidmu - Konrad de Ovenstain in Peter de Liebenberg obljubljata patriarhu Paganu Delli Torre, da spoštuje dogovore med koroškim vojvodom in goriško grofijo ter patriarhom in oglejsko cerkvijo; Peter, takoj ko je prejel pisma patriarha, je obljubil, da bo dal grad Ahrensperg  v Bijačah (Biacis di Pulfero) Bernardu di Strassoldu. 
Leta 1364 je bil grad porušen. Istega leta so bili porušeni sosednji gradovi Zuccola, Urusbergo in Landar (Antro). V kontekstu sporov, v katerih je patriarh Ludvik della Torre in njegovi zavezniki (med njimi Francesco di Carrara ter cesar in Ludvik kralj Madžarske) nasprotoval avstrijskemu vojvodi Rudolfu, je bil v zavezništvu z nekaterimi furlanskimi družinami, vključno z Zuccola-Spilimbergo. Štirikotni stolp, ki je še danes viden, je preživel uničenje. Parlament Furlansko-oglejske dežele je  dne 3. aprila 1365  med drugim določil, da uničenih gradov ne bi bilo več treba obnoviti, in ta odločitev je verjetno zadevala tudi grad Ahrensperg. Grad ni bil več obnovljen, porušeno zidovje je bilo uporabljeno kot gradbeni material, razen stolpa, ki se je ohranil.
Leta 1511 je bila na mestu gradu je bila zgrajena cerkev svetnikov Jakoba in Ane. Območje gradu je bilo še naprej obiskano tudi po uničenju zaradi dejstva, da so se ob cerkvi zbirali starešine ali omizje iz Bijače (Biacisa) in Landarja "Bance di Antro" ter da je stolp, ki je preživel uničenje, služil kot zapor. Leta 1567 imamo prvi opis de facto položaja ostankov, ki jih je podal Girolamo di Porcia, ki piše: "Spodaj v ravnini (v primerjavi z Landarjem) so ostanki starodavnega porušenega gradu, kjer je še vedno del stolpa, ki ga uporabljajo Slovani namesto zapora "v zvezi s kaznovanjem, ki jih je uvedla „Slovanska gorska skupnost“, ki jo je uvedla Beneška republika kot obliko lokalne samouprave.
Spomeniško-zgodovinski pomen ruševin je bil priznan že leta 1909, in leta 1927 je bil stolp prvič obnovljen.